# Peter Machac
Peter Machac (* 14. September 1939 in Wien) ist ein österreichischer Schauspieler, Hörfunk- und Fernsehmoderator.

## Leben
Er besuchte nach dem Abitur an einem Humanistischen Gymnasium die Hochschule für Bodenkultur in Wien. Dann absolvierte er die Schauspielschule von Helmuth Krauss und Polly Kügler.
Machac trat an zahlreichen Theatern auf, darunter am Stadttheater in Baden sowie in Wien am Volkstheater, am Theater „Die Courage“, Renaissancetheater, Intimen Theater und an der Komödie sowie in München am Theater „Die Kleine Freiheit“. Er wirkte ab 1962 auch in einigen Spielfilmen mit, mehrmals mit dem Hauptdarsteller Peter Alexander. Danach erschien er gelegentlich in Fernsehserien.
Bekannt wurde er aber zunächst als „Fernseh-Kinderonkel“, der von 1960 bis 1971 die Kinderstunde des ORF moderierte. Später führte er unter anderem durch die Sendungen Sie wünschen – wir spielen (ORF), Musikreport (BR) und ZDF Sonntagskonzert.
Er arbeitete auch umfangreich für den Hörfunk und war Mitbegründer von Ö3. Als Autor und Moderator war er beim BR, HR, NDR und bei RAI-Bozen tätig. Von 1974 bis 1992 moderierte er besonders bei Bayern 3 zahlreiche Musiksendungen. Er war mit der Schauspielerin und Moderatorin Monika Strauch verheiratet.

## Filmografie
- 1962: Das süße Leben des Grafen Bobby
- 1962: Der rote Rausch
- 1962: Mariandls Heimkehr
- 1962: Hochzeitsnacht im Paradies
- 1962: Die lustige Witwe
- 1963: Der Musterknabe
- 1964: Unsere tollen Tanten in der Südsee
- 1970: Wie ein Träne im Ozean (Mehrteiler)
- 1971: Mein Vater, der Affe und ich
- 1972: Nullerl, 's
- 1975: Bitte keine Polizei – Ich bin so frei